# 17-11-70
17-11-70 ist das erste Livealbum und das fünfte offizielle Album überhaupt des britischen Sängers und Komponisten Elton John.
Der Titel dieses Albums bezieht sich auf einen Auftritt von John, der am 17. November 1970 live aus dem A&R Aufnahmestudio durch den Sender WABC-FM (später WPLJ) übertragen wurde. In den USA wurde der Tonträger wegen der dort üblichen Darstellung von Kalenderdaten unter 11-17-70 veröffentlicht.

## Hintergrund
In einem Interview erzählte der Produzent Gus Dudgeon, die Musikaufnahme sei bereits vor der Veröffentlichung als Langspielplatte sehr populär gewesen. Sehr früh seien Raubkopien der Radioübertragung gehandelt worden. Auch wegen dieser erkennbaren Resonanz auf den Auftritt gab der Musikverlag Dick James Music (DJM) den Mitschnitt als Album heraus.
Allerdings enthielt das offizielle Album nur 48 der übertragenen 60 Minuten, was den Verkauf der Langspielplatte deutlich zu beeinträchtigen schien. Der komplette Auftritt, der aufgezeichnet wurde, hatte sogar eine Dauer von 80 Minuten, war jedoch niemals auf Tonträger erhältlich.
Ein anderer Faktor, der wohl die Verkaufszahlen des Albums drückte, war die Vielzahl der Elton-John-Alben, die damals kurz nacheinander veröffentlicht wurden. Es waren bereits zwei Studioalben (Elton John und Tumbleweed Connection) sowie eine Filmmusik (Friends) im Handel erhältlich, als 17-11-70 veröffentlicht wurde. Dennoch waren für einige Wochen alle vier Alben von John in den USA gleichzeitig in den Top 100 gelistet. Er war der erste Künstler, dem dies nach den Beatles gelang.
Zu Beginn der Aufnahme wird John durch einen Sprecher den etwa 100 Gästen im Studio und den Zuhörern vor den Radios vorgestellt. Hierbei handelte es sich um Dave Herman, zur damaligen Zeit im Rundfunk von New York City ein weithin bekannter Moderator. Später erzählte er, dass John sich während seines Auftritts versehentlich einen Schnitt an der Hand zufügte und am Ende der Veranstaltung die Klaviertasten blutbedeckt waren.
Während der Aufnahme spielten John und seine Band 13 Lieder. Das Originalalbum enthielt lediglich 6 Titel. Auf der Wiederveröffentlichung als CD 1996 wurde Amoreena hinzugefügt. Die anderen Lieder (I Need You to Turn To, Your Song, Country Comfort, Border Song, Indian Sunset und My Father’s Gun) blieben offiziell unveröffentlicht.
In verschiedenen Interviews erwähnte John, er sei der Ansicht, dies sei sein bester Liveauftritt. Auch glaube er, es wäre von seinen Bandmitgliedern, dem Schlagzeuger Nigel Olsson und dem Bassisten Dee Murray, eine außergewöhnliche künstlerische Leistung gewesen. 17-11-70 ist die einzige offizielle Veröffentlichung, die einen Eindruck davon gibt, wie die Elton-John-Band vor der Aufnahme des Gitarristen Davey Johnstone bei Liveauftritten klang.

## Titelliste
Für alle Titel komponierte Elton John die Musik, die Texte schrieb Bernie Taupin, sofern kein anderer Hinweis gegeben wird.

### LP und CD
Seite 1 (LP)
1. Take Me to the Pilot – 6:43
2. Honky Tonk Women (Jagger, Richards) – 4:09
3. Sixty Years On – 8:05
4. Can I Put You On – 6:38

Seite 2 (LP)
1. Bad Side of the Moon – 4:30
2. Medley – 18:20
  - Burn Down the Mission
  - My Baby Left Me (Crudup)
  - Get Back (Lennon, McCartney)

### Titelliste (1995 Mercury und 1996 Rocket Wiederveröffentlichung)
1. Bad Side of the Moon – 4:57
2. Amoreena 4:54 (nur auf der CD-Wiederveröffentlichung 1996)
3. Take Me to the Pilot – 5:55
4. Sixty Years On – 7:22
5. Honky Tonk Women (Jagger, Richards) – 4:07
6. Can I Put You On – 6:10
7. Medley – 18:27
  - Burn Down the Mission
  - My Baby Left Me (Crudup)
  - Get Back (Lennon, McCartney)

- Für die Wiederveröffentlichung 1996 wurde die Reihenfolge der Lieder verändert und Amoreena hinzugefügt. Diese Version unterscheidet sich auch von der 1992 herausgegebenen CD, da der Produzent Gus Dudgeon die Titel neu abmischte und erkennbar einen anderen Klang im Vergleich zur Original-LP (gemischt von Phil Ramone und Dave Hentschel; auch verwendet für die von Polygram veröffentlichte CD) erzielte. Darüber hinaus enthielt Dudgeons Version auch verschiedene Toneffekte wie Echo, die auf früheren Veröffentlichungen nicht enthalten waren. Die Reaktionen der Käufer darauf waren sehr unterschiedlich.

## Gesamtliste der gespielten Titel
1. I Need You To Turn To
2. Your Song
3. Country Comfort
4. Border Song
5. Indian Sunset
6. Amoreena
7. Bad Side of the Moon
8. Take Me to the Pilot
9. Sixty Years On
10. Honky Tonk Women (Jagger, Richards)
11. Can I Put You On
12. Medley: Burn Down the Mission, My Baby Left Me (Crudup), Get Back (Lennon, McCartney)
13. My Father’s Gun

- Verschiedenen Raubkopieveröffentlichungen des Konzerts aus den Jahren 1970–1971 zeigen eine andere Reihenfolge der gespielten Titel.

## Besetzung
- Elton John – Gesang, Klavier
- Dee Murray – Bassgitarre, Begleitgesang
- Nigel Olsson – Schlagzeug, Begleitgesang

## Produktion
- Gus Dudgeon – Produzent, Albumhüllentext
- David Hentschel, Phil Ramone – Toningenieur
- David Larkham – Design, Fotografien
- John Tobler – Albumhüllentext
- Steve Brown – Koordination
- Joe Disabato – Koordination
- Dave Herman – Moderator

## Chartplatzierungen
| ChartsChartplatzierungen       | Höchstplatzierung | Wochen |
| ------------------------------ | ----------------- | ------ |
| Vereinigte Staaten (Billboard) | 11 (23 Wo.)       | 23     |
| Vereinigtes Königreich (OCC)   | 20 (2 Wo.)        | 2      |